# Malu Dreyer
Malu Dreyer (Neustadt an der Weinstraße, 1961. február 6. –) német politikus, 2013-tól a Rajna-vidék-Pfalz miniszterelnöke, az Németország Szociáldemokrata Pártja az ideiglenesen szövetségi elnöke (2019. október 1-ig társelnöke).

## Életpályája
1995 és 1997 között Bad Kreuznach polgármestere volt.
Dreyernél 1995-ben diagnosztizáltak scerosis multiplexet
2002 és 2013 között munkaügyi, szociális, egészségügyi, családügyi miniszter Rajna-vidék-Pfalzban volt.